# Don Bragg
Donald George „Don“ Bragg (* 15. Mai 1935 in Penns Grove, New Jersey; † 16. Februar 2019) war ein US-amerikanischer Stabhochspringer, der in der zweiten Hälfte der 1950er Jahre erfolgreich war. Bragg ist als letzter Weltrekordspringer mit einem Metallstab in die Geschichte der Leichtathletik eingegangen.
Bragg kam als drittes von acht Geschwistern am 15. Mai 1935 in der Kleinstadt Penns Grove im US-Bundesstaat New Jersey zur Welt. Seine Eltern waren die Zirkusartisten William Hazard Bragg und Nellie Kalor.
Braggs Problem war, dass die Metallstäbe unter seinem für einen Springer ungewöhnlich hohen Gewicht von fast 100 kg regelmäßig zerbrachen. Außer durch seine Größe von 1,90 m und sein Gewicht fiel er auch durch seine Stimmgewalt auf: Als leidenschaftlicher Tarzan-Verehrer hatte er es sich zur Gewohnheit gemacht, im Wettkampf dessen markante Schreie nachzuahmen.
Schon im Alter von 19 Jahren sprang er 4,60 m. An den Olympischen Spielen in Melbourne konnte er jedoch verletzungsbedingt nicht teilnehmen. Sein Erfolgsjahr sollte das Jahr 1960 werden: Er siegte bei den Olympischen Spielen in Rom mit einer Höhe von 4,70 m, nachdem er einen Monat zuvor, am 2. Juli 1960 im kalifornischen Palo Alto, mit 4,80 m einen neuen Weltrekord aufgestellt hatte. Dieser wurde jedoch schon im Mai 1961 von George Davies auf 4,83 m verbessert – mit dem von Bragg heftig abgelehnten Fiberglasstab.
1960 gewann er beim Internationalen Stadionfest Berlin.
Donald Bragg, der 1957 ein Studium an der Universität in Villanova abgeschlossen hatte, arbeitete nach Beendigung seiner Karriere als Sportdirektor am Stockton State College in New Jersey. Später machte er sich als Betreiber eines Ferien-Camps selbständig.
Bragg schrieb ein Buch mit dem Titel A Chance to Dare: The Don Bragg Story. Er starb im Februar 2019 im Alter von 83 Jahren.

## Erfolge
National:
- 1955: NCAA-Meister
- 1955–1957: IC4A-Meister (Freiluft und Halle)
- 1956, 1958–1961: AAU-Meister (Halle)
- 1959: AAU-Meister (Freiluft)

International:
- 1960: Olympiasieger in Rom mit 4,70 m